# Munising (Michigan)

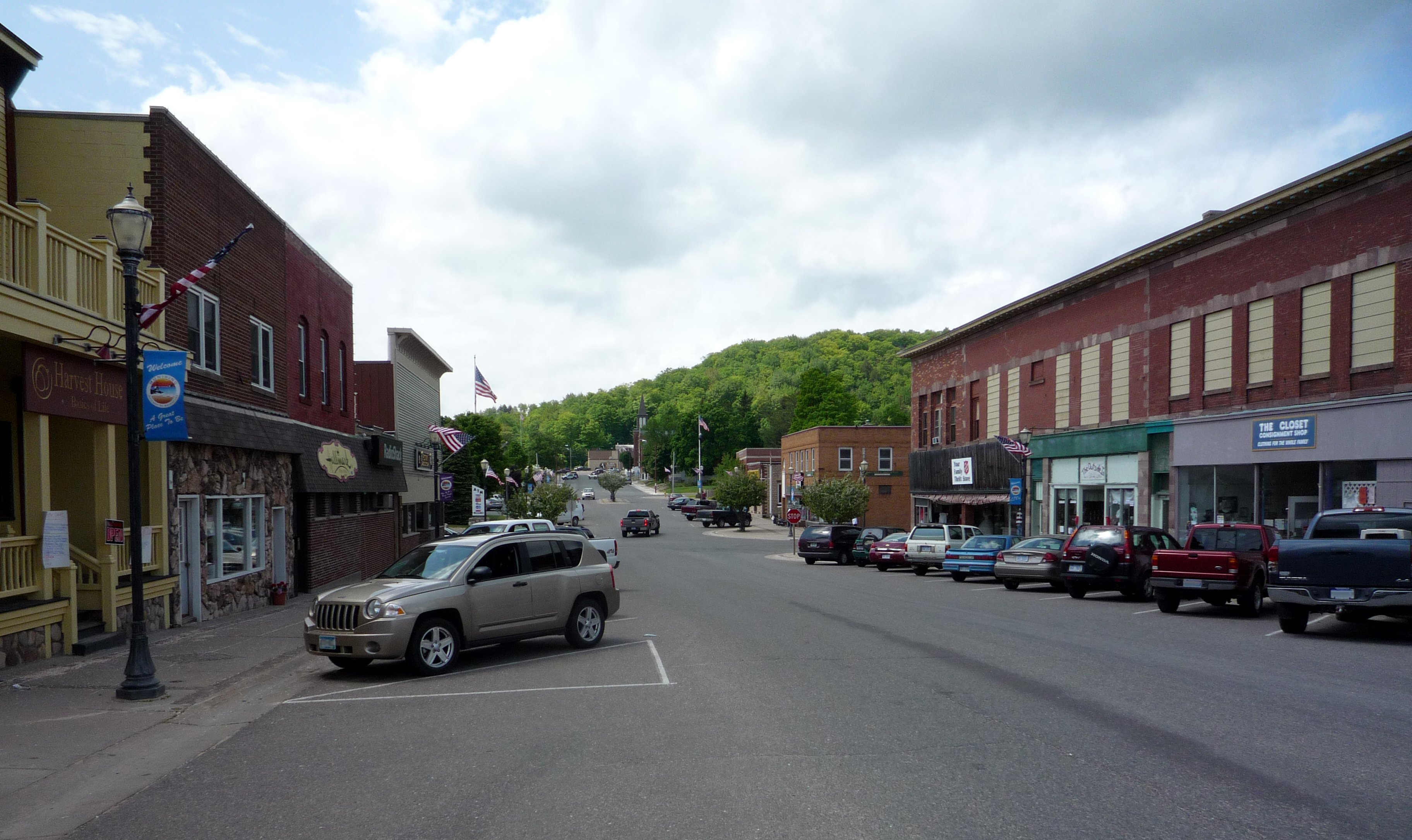
Munising

Munising – miasto w Stanach Zjednoczonych, w stanie Michigan, na Półwyspie Górnym, administracyjna siedziba władz hrabstwa Alger. W 2010 r. miasto zamieszkiwało 2355 osób, a w przeciągu dziesięciu lat liczba ludności zmniejszyła się o 3,96.
Miasto leży nad zatoką South Bay, najbardziej na południe wysuniętą częścią jeziora Górnego. Na wprost znajduje się największa wyspa na jeziorze Górnym – Grand Island. W Munising znajduje się port i marina. W pobliżu miasta jest wiele atrakcji turystycznych jak wodospady, czy też interesująco ukształtowane skały wybrzeża klifowego.
Klimat Munising w klasyfikacji klimatów Köppena należy do klimatów kontynentalnych z ciepłym latem (Dfb). Średnia temperatura roczna wynosi 3,9 °C, a suma opadów 858,5 mm, w tym 352 cm śniegu.